# Liste de ponts de Turquie
Cette liste de ponts de Turquie a pour vocation de présenter une liste de ponts remarquables de Turquie, tant par leurs caractéristiques dimensionnelles, que par leur intérêt architectural ou historique.

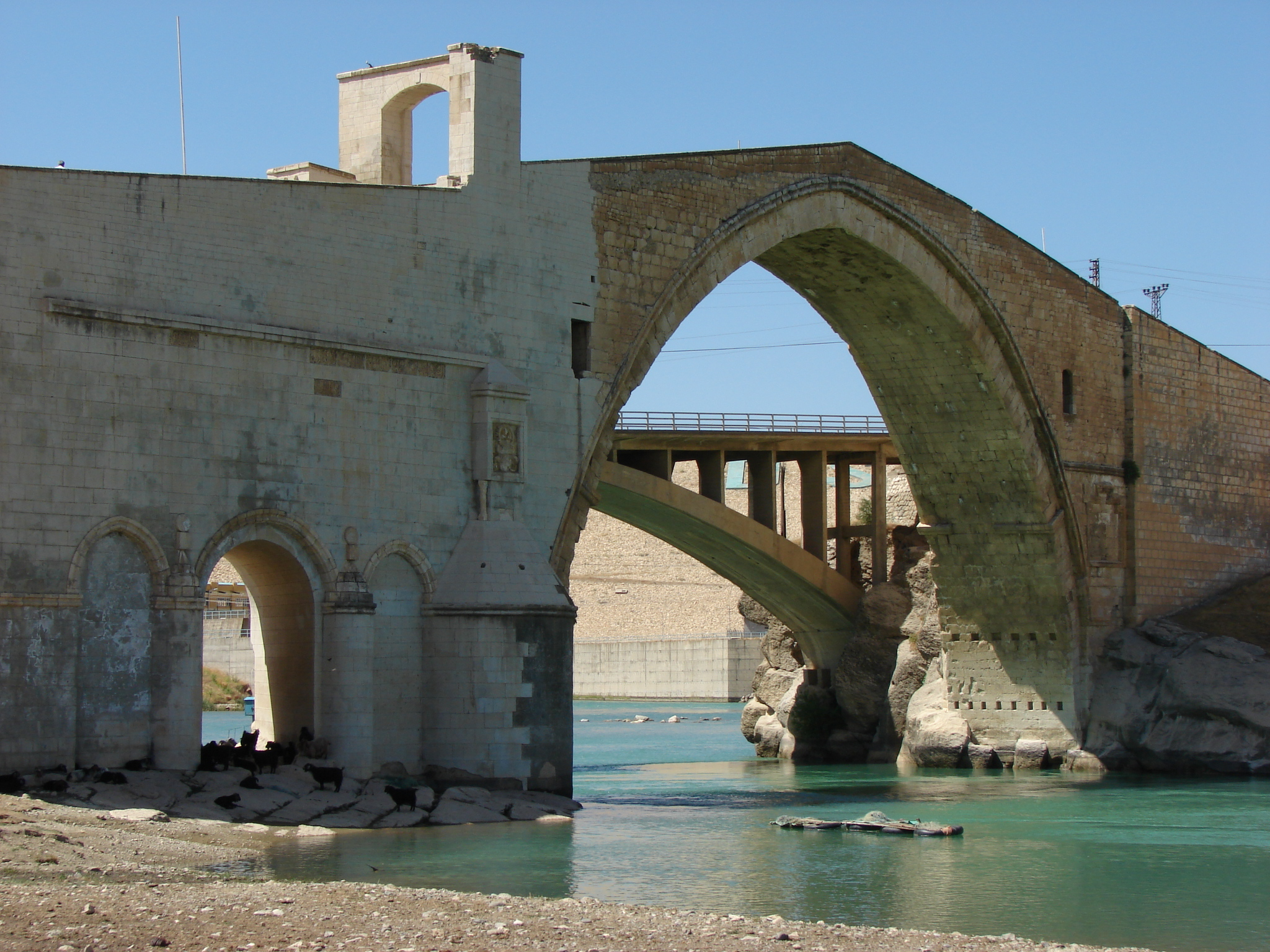
Le pont de Malabadi sur la rivière Batman

La catégorie lien donne la classification de l'ouvrage parmi ceux présentés et propose un lien vers la fiche technique du pont sur le site Structurae, base de données et galerie internationale d'ouvrages d'art. La liste peut être triée selon les différentes entrées du tableau pour voir ainsi les ponts en arc ou les ouvrages les plus récents par exemple.
Les colonnes portée et longueur, exprimées en mètres indiquent respectivement la distance entre les pylônes de la travée principale et la longueur totale de l'ouvrage, viaducs d'accès compris.

## Ponts présentant un intérêt historique ou architectural
|                                                                |    | Nom                                               | Turc                 | Distinction                                                               | Long. | Type                                              | Voie portée Voie franchie                                       | Date          | Localisation                                    | Région                     | Ref.       |
| -------------------------------------------------------------- | -- | ------------------------------------------------- | -------------------- | ------------------------------------------------------------------------- | ----- | ------------------------------------------------- | --------------------------------------------------------------- | ------------- | ----------------------------------------------- | -------------------------- | ---------- |
|                                                                | 1  | Pont Silifke                                      | Silifke Köprüsü      |                                                                           | 120   | Maçonnerie 7 arches                               | İlhan Akgün Cd Göksu Nehri                                      | 78            | Silifke 36° 22′ 45,2″ N, 33° 55′ 30,4″ E        | Région méditerranéenne     | ,          |
|                                                                | 2  | Pont de Septime Sévère                            | Cendere Köprüsü      | Portée : 34,2 mètres (l'une des plus grandes construites par les romains) | 120   | Maçonnerie 1 arche brisée                         | Pont routier Crique de Chabinas                                 | IIe siècle    | Kahta - Sincik 37° 55′ 58,1″ N, 38° 36′ 30,7″ E | Anatolie du sud-est        | [ 2 ]      |
|                                                                | 3  | Pont sur l'Eurymédon (Selge)                      | Oluk Köprü           |                                                                           | 14    | Maçonnerie 1 arche plein cintre                   | Pont routier Köprüçay                                           | IIe siècle    | Selge 37° 11′ 31,1″ N, 31° 10′ 51,7″ E          | Région méditerranéenne     |            |
|                                                                | 4  | Pont de Penkalas                                  | Penkalas Köprüsü     |                                                                           |       | Maçonnerie 4 arches plein cintre                  | Pont routier Penkalas                                           | IIe siècle    | Çavdarhisar 39° 12′ 02,5″ N, 29° 36′ 44,4″ E    | Région égéenne             |            |
|                                                                | 5  | Aqueduc d'Aspendos                                |                      |                                                                           | 510   | Maçonnerie                                        | Hors service Aqueduc                                            | IIe siècle    | Aspendos 36° 56′ 56,8″ N, 31° 10′ 03,1″ E       | Région méditerranéenne     | [ 3 ]      |
|                                                                | 6  | Aqueduc de Lamas                                  |                      |                                                                           |       | Maçonnerie                                        | Aqueduc                                                         | IIe siècle    | Artikli 36° 32′ 19,6″ N, 34° 13′ 33″ E          | Région méditerranéenne     |            |
|                                                                | 7  | Pont de Limyra                                    | Kırk Göz Kemeri      | L'un des plus vieux ponts en arc surbaissé du monde                       | 360   | Maçonnerie 26 arches segmentaires                 | Alakır Çayı                                                     | IIIe siècle   | Limyra 36° 20′ 56″ N, 30° 12′ 23,2″ E           | Région méditerranéenne     | [ Note 2 ] |
|                                                                | 8  | Aqueduc de Valens                                 | Bozdoğan Kemeri      |                                                                           | 971   | Maçonnerie 2 niveaux                              | Aqueduc                                                         | 368           | Istanbul 41° 00′ 57,4″ N, 28° 57′ 19,9″ E       | Marmara                    | [ 4 ]      |
|                                                                | 9  | Pont de Mopsueste                                 | Misis Köprüsü        |                                                                           | 133   | Maçonnerie 9 arches brisées                       | Pont routier Ceyhan                                             | IVe siècle    | Mopsueste 36° 57′ 24,2″ N, 35° 37′ 33,4″ E      | Région méditerranéenne     | [ 5 ]      |
|                                                                | 10 | Pont de pierre (Adana)                            | Taşköprü             |                                                                           | 310   | Maçonnerie 14 arches                              | Pont routier Seyhan                                             | IXe siècle    | Adana 36° 59′ 10,5″ N, 35° 20′ 05,9″ E          | Région méditerranéenne     | [ Note 2 ] |
| Pont du Tigre (Dicle Köprüsü), Pont des Yeux (Ongözlü Köprüsü) | 11 | Pont du Tigre (Diyarbakır)                        | Dicle Köprüsü        |                                                                           | 172   | Maçonnerie 10 arches brisées                      | Tigre                                                           | 1065          | Diyarbakır 37° 53′ 13,9″ N, 40° 13′ 43,5″ E     | Anatolie du sud-est        | [ 6 ]      |
|                                                                | 12 | Pont de Hasankeyf                                 |                      |                                                                           |       | Maçonnerie                                        | Hors service Tigre                                              | 1116          | Hasankeyf 37° 42′ 52″ N, 41° 24′ 39,8″ E        | Anatolie du sud-est        |            |
|                                                                | 13 | Pont de Malabadi à Silvan-Diyarbakır              | Malabadi Köprüsü     | Portée : 38,6 mètres                                                      | 150   | Maçonnerie 1 arche ogivale                        | Pont piétonnier Batman                                          | 1147          | Silvan 38° 09′ 13,1″ N, 41° 12′ 13,9″ E         | Anatolie du sud-est        |            |
|                                                                | 14 | Pont Çobandede                                    | Çobandede Köprüsü    |                                                                           | 220   | Maçonnerie 6 arches brisée                        | Araxe                                                           | 1298          | Köprüköy 39° 58′ 11,8″ N, 41° 53′ 18,6″ E       | Anatolie orientale         | [ 7 ]      |
|                                                                | 15 | Pont sur l'Eurymédon (Aspendos)                   | Köprüpazar Köprüsü   |                                                                           | 259   | Maçonnerie 9 arches                               | Pont piétonnier Köprüçay                                        | XIIIe siècle  | Aspendos 36° 54′ 51,3″ N, 31° 09′ 47,3″ E       | Région méditerranéenne     | [ 3 ]      |
| Pont Blanc (Akköprü)                                           | 16 | Pont Blanc                                        | Akköprü              |                                                                           |       | Maçonnerie 7 arches brisée                        | Pont piétonnier Ankara Çayı                                     | XIIIe siècle  | Ankara 39° 57′ 14″ N, 32° 49′ 56,6″ E           | Anatolie centrale          |            |
|                                                                | 17 | Pont sur l'Akhourian détruit avant le XIXe siècle | Ani Arpaçayı Köprüsü | Frontière Arménie - Turquie Portée : 30 mètres                            |       | Maçonnerie 1 arche                                | Hors service Akhourian                                          | XIIIe siècle  | Ani 40° 30′ 15,9″ N, 43° 34′ 22,1″ E            | Anatolie orientale Arménie | [ 8 ]      |
|                                                                | 18 | Pont Irgandı                                      | Irgandı Köprüsü      | Pont habité                                                               |       | Maçonnerie 1 arche                                | Pont piétonnier Gök                                             | 1442          | Bursa 40° 10′ 54,8″ N, 29° 04′ 15,1″ E          | Marmara                    |            |
|                                                                | 19 | Aqueduc d'İncekaya                                | İncekaya su Kemeri   |                                                                           | 116   | Maçonnerie 6 arches (1 principale brisée)         | Aqueduc Tokatlı                                                 | XVIIIe siècle | Safranbolu 41° 16′ 55,7″ N, 32° 41′ 06,1″ E     | Région de la mer Noire     | [ 9 ]      |
|                                                                | 20 | Pont de Maritsa                                   | Meriç Köprüsü        |                                                                           | 263   | Maçonnerie 12 arches                              | Maritsa                                                         | 1842          | Edirne 41° 39′ 48,5″ N, 26° 33′ 07,9″ E         | Marmara                    | [ 10 ]     |
|                                                                | 21 | Pont de Varda                                     | Varda Köprüsü        | Portée : 30 mètres (x3) Hauteur libre : 98 mètres                         | 172   | Maçonnerie 11 arches plein cintre (3 principales) | Chemin de fer Berlin-Bagdad                                     | 1916          | Karaisalı 37° 14′ 34,6″ N, 34° 58′ 36,6″ E      | Région méditerranéenne     |            |
|                                                                | 22 | Pont de Galata                                    | Galata Köprüsü       |                                                                           | 465   | Poutres Acier, 2 niveaux Pont levant              | Ragıp Gümüşpala Cd - Kemeraltı Cd Tramway d'Istanbul Corne d'Or | 1994          | Istanbul 41° 01′ 12″ N, 28° 58′ 23,5″ E         | Marmara                    |            |

## Les grands ponts
Ce tableau présente les ouvrages ayant des portées supérieures à 100 mètres ou une longueur totale de plus de 1 000 mètres (liste non exhaustive).
|  |    | Nom                      | Turc                        | Portée | Long. | Type                                                               | Voie portée Voie franchie        | Date | Localisation                                        | Région              | Ref.   |
|  | -- | ------------------------ | --------------------------- | ------ | ----- | ------------------------------------------------------------------ | -------------------------------- | ---- | --------------------------------------------------- | ------------------- | ------ |
|  | 1  | Pont Osman Gazi          | İzmit Körfez Köprüsü        | 1550   | 2682  | Suspendu                                                           | Golfe d'Izmit (Mer de Marmara)   | 2016 | Gebze - Altınova 40° 45′ 15″ N, 29° 30′ 55″ E       | Marmara             |        |
|  | 2  | Pont Yavuz Sultan Selim  | Üçüncü Boğaz Köprüsü        | 1408   | 2164  | Suspendu                                                           | Bosphore                         | 2015 | Garipçe - Poyrazköy 41° 12′ 31″ N, 29° 07′ 05″ E    | Marmara             | [ 11 ] |
|  | 3  | Pont Fatih Sultan Mehmet | Fatih Sultan Mehmet Köprüsü | 1090   | 1090  | Suspendu Tablier caisson acier, pylônes acier                      | Otoyol 2 Bosphore                | 1988 | Istanbul 41° 05′ 28,7″ N, 29° 03′ 41,6″ E           | Marmara             | [ 12 ] |
|  | 4  | Pont du Bosphore         | Boğaziçi Köprüsü            | 1074   | 1560  | Suspendu Tablier caisson acier, pylônes acier, suspentes inclinées | Otoyol 1 Bosphore                | 1973 | Istanbul 41° 02′ 43,7″ N, 29° 02′ 03″ E             | Marmara             | [ 13 ] |
|  | 5  | Pont Nissibi             | Nissibi Köprüsü             | 400    | 610   | Haubané Tablier caisson acier, pylônes béton                       |                                  | 2014 | Adıyaman - Siverek 37° 53′ 56,4″ N, 38° 58′ 27,8″ E | Anatolie du sud-est | [ 14 ] |
|  | 6  | Pont d'Ağın              | Ağın Köprüsü                | 280    | 520   | Haubané Tablier caisson acier, pylônes acier 120+280+120           |                                  |      | Ağın - Elâzığ 38° 54′ 54,5″ N, 38° 39′ 46,1″ E      | Anatolie orientale  | [ 15 ] |
|  | 7  | Viaduc de Beylerderesi   | Beylerderesi Viyadüğü       | 190    | 420   | Poutre-caisson Béton précontraint                                  | Kayseri Malatya Yolu D300        | 2011 | Malatya 38° 20′ 19,7″ N, 38° 12′ 33,8″ E            | Anatolie orientale  | [ 16 ] |
|  | 8  | Pont métro de Haliç      | Haliç Metro Köprüsü         | 180    | 947   | Haubané Pylônes acier                                              | M2 (Métro d'Istanbul) Corne d'Or | 2014 | Istanbul 41° 01′ 22″ N, 28° 58′ 00,7″ E             | Marmara             | [ 17 ] |
|  | 9  | Viaduc d'Imrahor         | İmrahor Viyadüğü            | 115    | 604   | Poutre-caisson Béton précontraint                                  | Doğukent Cd Vallée d'Imrahor     | 1998 | Ankara 39° 53′ 21,5″ N, 32° 54′ 25,7″ E             | Anatolie centrale   | [ 18 ] |
|  | 10 | Viaduc de Nurdağı        | Nurdağı Viyadüğü            | 110    | 825   | Poutre-caisson Acier                                               | Otoyol 52 Route européenne 90    | 1998 | Nurdağı 37° 10′ 45,5″ N, 36° 42′ 19,5″ E            | Anatolie du sud-est | [ 19 ] |